# Progression des records du monde de cyclisme sur piste
Veuillez trouver ci-dessous la progression des records du monde en cyclisme sur piste depuis 1993, date de regroupement des coureurs dans la même catégorie open, la séparation entre amateurs et professionnels n'existant plus.

## Records élites masculins

### Départ lancé

#### 200 mètres
| Cycliste             | Temps    | Date              | Lieu                      | Compétition                                      |
| -------------------- | -------- | ----------------- | ------------------------- | ------------------------------------------------ |
| Vladimir Adamachvili | 10 s 099 | 6 août 1990       | Moscou                    |                                                  |
| Curt Harnett         | 9 s 865  | 28 septembre 1995 | Bogota                    | Championnats du monde de cyclisme sur piste 1995 |
| Theo Bos             | 9 s 772  | 16 décembre 2006  | Moscou                    |                                                  |
| Kévin Sireau         | 9 s 650  | 29 mai 2009       | Moscou                    | Coupe d'Europe                                   |
| Kévin Sireau         | 9 s 572  | 30 mai 2009       | Moscou                    | Coupe d'Europe                                   |
| François Pervis      | 9 s 347  | 6 décembre 2013   | Aguascalientes            | Coupe du monde de cyclisme sur piste 2013-2014   |
| Nicholas Paul        | 9 s 100  | 6 septembre 2019  | Cochabamba                | Championnats panaméricains 2019                  |
| Matthew Richardson   | 9 s 091  | 7 août 2024       | Saint-Quentin-en-Yvelines | Jeux olympiques 2024                             |
| Harrie Lavreysen     | 9 s 088  | 7 août 2024       | Saint-Quentin-en-Yvelines | Jeux olympiques 2024                             |
| Matthew Richardson   | 8 s 941  | 14 août 2025      | Konya                     | [ 3 ]                                            |
| Matthew Richardson   | 8 s 857  | 15 août 2025      | Konya                     | [ 4 ]                                            |

#### 500 mètres
| Cycliste              | Temps    | Date            | Lieu   | Compétition |
| --------------------- | -------- | --------------- | ------ | ----------- |
| Alexandre Kiritchenko | 26 s 649 | 29 octobre 1988 | Moscou |             |
| Arnaud Dublé          | 25 s 850 | 10 octobre 2001 | La Paz |             |
| Chris Hoy             | 24 s 758 | 13 mai 2007     | La Paz |             |

### Départ arrêté

#### 750 mètres par équipes
| Cyclistes                                                   | Temps    | Date              | Lieu                      | Compétition                                      |
| ----------------------------------------------------------- | -------- | ----------------- | ------------------------- | ------------------------------------------------ |
| Royaume-Uni Chris Hoy Jason Kenny Jamie Staff               | 42 s 950 | 15 août 2008      | Pékin                     | Jeux olympiques 2008                             |
| Allemagne René Enders Maximilian Levy Stefan Nimke          | 42 s 914 | 1er décembre 2011 | Cali                      | Coupe du monde de cyclisme sur piste 2011-2012   |
| Royaume-Uni Chris Hoy Jason Kenny Philip Hindes             | 42 s 600 | 2 août 2012       | Londres                   | Jeux olympiques 2012                             |
| Allemagne René Enders Robert Förstemann Joachim Eilers      | 41 s 871 | 5 décembre 2013   | Aguascalientes            | Coupe du monde de cyclisme sur piste 2013-2014   |
| Pays-Bas Jeffrey Hoogland Harrie Lavreysen Roy van den Berg | 41 s 225 | 26 février 2020   | Berlin                    | Championnats du monde de cyclisme sur piste 2020 |
| Pays-Bas Jeffrey Hoogland Harrie Lavreysen Roy van den Berg | 41 s 191 | 6 août 2024       | Saint-Quentin-en-Yvelines | Jeux olympiques 2024                             |
| Pays-Bas Jeffrey Hoogland Harrie Lavreysen Roy van den Berg | 40 s 949 | 6 août 2024       | Saint-Quentin-en-Yvelines | Jeux olympiques 2024                             |

#### Kilomètre contre-la-montre
| Cycliste              | Temps         | Date              | Lieu             | Compétition                                      |
| --------------------- | ------------- | ----------------- | ---------------- | ------------------------------------------------ |
| Maic Malchow          | 1 min 2 s 091 | 28 août 1986      | Colorado Springs | Championnats du monde de cyclisme sur piste 1986 |
| José Antonio Escuredo | 1 min 1 s 945 | 15 septembre 1995 | Bogota           | Championnats du monde de cyclisme sur piste 1995 |
| Shane Kelly           | 1 min 0 s 613 | 26 septembre 1995 | Bogota           | Championnats du monde de cyclisme sur piste 1995 |
| Arnaud Tournant       | 1 min 0 s 148 | 16 juin 2000      | Mexico           |                                                  |
| Arnaud Tournant       | 58 s 875      | 10 octobre 2001   | La Paz           |                                                  |
| François Pervis       | 56 s 303      | 7 décembre 2013   | Aguascalientes   | Coupe du monde de cyclisme sur piste 2013-2014   |
| Jeffrey Hoogland      | 55 s 433      | 31 octobre 2023   | Aguascalientes   |                                                  |

#### 4000 mètres individuel
| Cycliste           | Temps          | Date             | Lieu                              | Compétition                                              |
| ------------------ | -------------- | ---------------- | --------------------------------- | -------------------------------------------------------- |
| Philippe Ermenault | 4 min 23 s 562 | 30 juillet 1993  | Bordeaux                          |                                                          |
| Philippe Ermenault | 4 min 23 s 283 | 18 août 1993     | Hamar                             | Championnats du monde de cyclisme sur piste 1993         |
| Graeme Obree       | 4 min 22 s 688 | 18 août 1993     | Hamar                             | Championnats du monde de cyclisme sur piste 1993         |
| Graeme Obree       | 4 min 20 s 894 | 19 août 1993     | Atlanta                           |                                                          |
| Andrea Collinelli  | 4 min 19 s 690 | 24 juillet 1996  | Atlanta                           | Jeux olympiques 1996                                     |
| Chris Boardman     | 4 min 13 s 913 | 28 août 1996     | Manchester                        | Championnats du monde de cyclisme sur piste 1996         |
| Chris Boardman     | 4 min 11 s 114 | 29 août 1996     | Manchester                        | Championnats du monde de cyclisme sur piste 1996         |
| Jack Bobridge      | 4 min 10 s 534 | 2 février 2011   | Sydney                            | Championnats d'Australie de cyclisme sur piste           |
| Ashton Lambie      | 4 min 7 s 251  | 31 août 2018     | Aguascalientes                    | Championnats panaméricains de cyclisme sur piste de 2018 |
| Ashton Lambie      | 4 min 6 s 407  | 6 septembre 2019 | Cochabamba                        | Championnats panaméricains de cyclisme sur piste de 2019 |
| Ashton Lambie      | 4 min 5 s 423  | 6 septembre 2019 | Cochabamba                        | Championnats panaméricains de cyclisme sur piste de 2019 |
| Filippo Ganna      | 4 min 4 s 252  | 3 novembre 2019  | Minsk                             | Coupe du monde de cyclisme sur piste 2019-2020           |
| Filippo Ganna      | 4 min 2 s 647  | 3 novembre 2019  | Minsk                             | Coupe du monde de cyclisme sur piste 2019-2020           |
| Filippo Ganna      | 4 min 1 s 934  | 27 février 2020  | Berlin                            | Championnats du monde de cyclisme sur piste 2020         |
| Ashton Lambie      | 3 min 59 s 930 | 18 août 2021     | Aguascalientes, Mexique           |                                                          |
| Filippo Ganna      | 3 min 59 s 636 | 14 octobre 2022  | Saint-Quentin-en-Yvelines, France | Championnats du monde de cyclisme sur piste 2022         |
| Josh Charlton      | 3 min 59 s 304 | 18 octobre 2024  | Ballerup, Danemark                | Championnats du monde de cyclisme sur piste 2024         |
| Jonathan Milan     | 3 min 59 s 153 | 18 octobre 2024  | Ballerup, Danemark                | Championnats du monde de cyclisme sur piste 2024         |

#### 4000 mètres par équipes
| Cyclistes                                                                    | Temps          | Date              | Lieu                      | Compétition                                      |
| ---------------------------------------------------------------------------- | -------------- | ----------------- | ------------------------- | ------------------------------------------------ |
| Australie Brett Aitken Stuart O’Grady Tim O'Shannessey Billy Shearsby        | 4 min 3 s 840  | 20 août 1993      | Hamar                     | Championnats du monde de cyclisme sur piste 1993 |
| Italie Adler Capelli Cristiano Citton Andrea Collinelli Mauro Trentini       | 4 min 0 s 958  | 31 août 1996      | Manchester                | Championnats du monde de cyclisme sur piste 1996 |
| Allemagne Guido Fulst Robert Bartko Daniel Becke Jens Lehmann                | 3 min 59 s 710 | 19 septembre 2000 | Sydney                    | Jeux olympiques 2000                             |
| Australie Luke Roberts Peter Dawson Mark Renshaw Graeme Brown                | 3 min 59 s 583 | 1er août 2002     | Manchester                | Jeux du Commonwealth 2002                        |
| Australie Luke Roberts Brett Lancaster Peter Dawson Graeme Brown             | 3 min 57 s 280 | 2 août 2003       | Stuttgart                 | Championnats du monde de cyclisme sur piste 2003 |
| Australie Luke Roberts Brett Lancaster Bradley McGee Graeme Brown            | 3 min 56 s 322 | 22 août 2004      | Athènes                   | Jeux olympiques 2004                             |
| Royaume-Uni Ed Clancy Paul Manning Geraint Thomas Bradley Wiggins            | 3 min 56 s 322 | 27 mars 2008      | Manchester                | Championnats du monde de cyclisme sur piste 2008 |
| Royaume-Uni Ed Clancy Paul Manning Geraint Thomas Bradley Wiggins            | 3 min 55 s 202 | 17 août 2008      | Pékin                     | Jeux olympiques 2008                             |
| Royaume-Uni Ed Clancy Paul Manning Geraint Thomas Bradley Wiggins            | 3 min 53 s 314 | 18 août 2008      | Pékin                     | Jeux olympiques 2008                             |
| Royaume-Uni Ed Clancy Steven Burke Geraint Thomas Peter Kennaugh             | 3 min 53 s 295 | 4 avril 2012      | Melbourne                 | Championnats du monde de cyclisme sur piste 2012 |
| Royaume-Uni Ed Clancy Geraint Thomas Steven Burke Peter Kennaugh             | 3 min 51 s 659 | 3 août 2012       | Londres                   | Jeux olympiques 2012                             |
| Royaume-Uni Ed Clancy Bradley Wiggins Steven Burke Owain Doull               | 3 min 50 s 265 | 12 août 2016      | Rio de Janeiro            | Jeux olympiques 2016                             |
| Australie Alexander Porter Sam Welsford Leigh Howard Kelland O'Brien         | 3 min 49 s 804 | 5 avril 2018      | Brisbane                  | Jeux du Commonwealth 2018                        |
| Australie Sam Welsford Kelland O'Brien Leigh Howard Alexander Porter         | 3 min 48 s 012 | 28 février 2019   | Pruszków                  | Championnats du monde de cyclisme sur piste 2019 |
| Danemark Lasse Norman Hansen Julius Johansen Frederik Madsen Rasmus Pedersen | 3 min 44 s 672 | 27 février 2020   | Berlin                    | Championnats du monde de cyclisme sur piste 2020 |
| Italie Simone Consonni Filippo Ganna Francesco Lamon Jonathan Milan          | 3 min 42 s 307 | 3 août 2021       | Tokyo                     | Jeux olympiques 2020                             |
| Italie Simone Consonni Filippo Ganna Francesco Lamon Jonathan Milan          | 3 min 42 s 032 | 4 août 2021       | Tokyo                     | Jeux olympiques 2020                             |
| Australie Oliver Bleddyn Sam Welsford Conor Leahy Kelland O'Brien            | 3 min 40 s 730 | 6 août 2024       | Saint-Quentin-en-Yvelines | Jeux olympiques 2024                             |

## Records juniors masculins

### 200 mètres (départ lancé)
| Cycliste        | Temps    | Date           | Lieu           | Compétition                                              |
| --------------- | -------- | -------------- | -------------- | -------------------------------------------------------- |
| Ahmed López     | 10 s 186 | 10 août 2002   | Kunming        |                                                          |
| Nikita Shurshin | 10 s 166 | 29 mai 2011    | Moscou         |                                                          |
| Nikita Shurshin | 9 s 995  | 7 juillet 2011 | Moscou         |                                                          |
| Max Niederlag   | 9 s 899  | 19 août 2011   | Moscou         |                                                          |
| Stefan Ritter   | 9 s 738  | 7 octobre 2016 | Aguascalientes | Championnats panaméricains de cyclisme sur piste de 2016 |

### Départ arrêté

#### 750 mètres par équipes
| Cycliste                                                      | Temps    | Date            | Lieu         | Compétition                                                         |
| ------------------------------------------------------------- | -------- | --------------- | ------------ | ------------------------------------------------------------------- |
| France Charlie Conord Thierry Jollet Quentin Lafargue         | 46 s 523 | 13 juillet 2008 | Le Cap       | Championnats du monde de cyclisme juniors 2008                      |
| Argentine Matías Gatto Pablo Perruchoud (en) Mauricio Quiroga | 46 s 017 | 20 juin 2010    | Mexico       | Championnats panaméricains de cyclisme juniors de 2010              |
| France Benjamin Edelin Kévin Guillot Julien Palma             | 45 s 402 | 11 août 2010    | Montichiari  | Championnats du monde de cyclisme sur piste juniors 2010            |
| Australie Emerson Harwood Jacob Schmid Zachary Shaw           | 44 s 825 | 22 août 2012    | Invercargill | Championnats du monde de cyclisme sur piste juniors 2012            |
| Russie Sergey Isaev Alexey Nosov Aleksandr Vasyukhno          | 44 s 767 | 19 août 2015    | Astana       | Championnats du monde de cyclisme sur piste juniors 2015            |
| Russie Daniil Komkov Dmitrii Nesterov Pavel Rostov            | 44 s 460 | 19 juillet 2017 | Anadia       | Championnats d'Europe de cyclisme sur piste juniors et espoirs 2017 |
| Russie Daniil Komkov Dmitrii Nesterov Pavel Rostov            | 44 s 209 | 23 août 2017    | Montichiari  | Championnats du monde de cyclisme sur piste juniors 2017            |
| Allemagne Colin Rudolph Pete-Collin Flemming Jakob Vogt       | 43 s 789 | 23 août 2023    | Cali         | Championnats du monde de cyclisme sur piste juniors 2023            |

#### Kilomètre contre-la-montre
| Cycliste        | Temps          | Date             | Lieu           | Compétition                                              |
| --------------- | -------------- | ---------------- | -------------- | -------------------------------------------------------- |
| Arnaud Tournant | 1 min 04 s 506 | 18 novembre 1996 | Bordeaux       |                                                          |
| Ben Kersten     | 1 min 04 s 195 | 4 août 1999      | Athènes        | Championnats du monde de cyclisme sur piste juniors 1999 |
| Theo Bos        | 1 min 02 s 594 | 10 août 2001     | Mexico         |                                                          |
| Ahmed López     | 1 min 01 s 376 | 11 août 2002     | Kunming        |                                                          |
| Stefan Ritter   | 1 min 00 s 578 | 6 octobre 2016   | Aguascalientes | Championnats panaméricains de cyclisme sur piste de 2016 |
| Thomas Cornish  | 1 min 00 s 498 | 19 août 2018     | Aigle          | Championnats du monde de cyclisme sur piste juniors 2018 |
| Tayte Ryan      | 59 s 875       | 25 août 2024     | Luoyang        | Championnats du monde de cyclisme sur piste juniors 2024 |

#### 3000 mètres individuels
| Cycliste          | Temps          | Date            | Lieu                      | Compétition                                                         |
| ----------------- | -------------- | --------------- | ------------------------- | ------------------------------------------------------------------- |
| Bradley McGee     | 3 min 21 s 967 | 6 mars 1994     | Adélaïde                  |                                                                     |
| Bradley McGee     | 3 min 19 s 878 | 7 mars 1994     | Adélaïde                  |                                                                     |
| Michael Ford      | 3 min 17 s 775 | 29 avril 2004   | Adélaïde                  |                                                                     |
| Taylor Phinney    | 3 min 17 s 523 | 26 mars 2008    | Manchester                |                                                                     |
| Taylor Phinney    | 3 min 16 s 589 | 16 juin 2008    | Los Angeles               |                                                                     |
| Michael Hepburn   | 3 min 16 s 385 | 3 février 2009  | Adélaïde                  |                                                                     |
| Michael Hepburn   | 3 min 16 s 385 | 12 août 2009    | Moscou                    | Championnats du monde de cyclisme juniors 2009                      |
| Dale Parker       | 3 min 13 s 958 | 2 février 2010  | Adélaïde                  |                                                                     |
| Jhonatan Narváez  | 3 min 13 s 309 | 15 août 2015    | Aguascalientes            | Championnats panaméricains de cyclisme sur piste juniors 2015       |
| Stefan Bissegger  | 3 min 12 s 416 | 23 juillet 2016 | Aigle                     | Championnats du monde de cyclisme sur piste juniors 2016            |
| Lev Gonov         | 3 min 11 s 143 | 17 août 2018    | Aigle                     | Championnats du monde de cyclisme sur piste juniors 2018            |
| Finn Fisher-Black | 3 min 09 s 710 | 9 février 2019  | Cambridge                 | Championnats de Nouvelle-Zélande de cyclisme sur piste 2019         |
| Carson Mattern    | 3 min 09 s 682 | 14 octobre 2022 | Saint-Quentin-en-Yvelines | Championnats du monde de cyclisme sur piste 2022                    |
| Luca Giaimi       | 3 min 07 s 596 | 13 juillet 2023 | Anadia                    | Championnats d'Europe de cyclisme sur piste juniors et espoirs 2023 |
| Matthew Brennan   | 3 min 07 s 092 | 25 août 2023    | Cali                      | Championnats du monde de cyclisme sur piste juniors 2023            |
| Wil Holmes        | 3 min 04 s 161 | 23 août 2024    | Luoyang                   | Championnats du monde de cyclisme sur piste juniors 2024            |

#### 4000 mètres par équipes
| Cyclistes                                                                        | Temps          | Date             | Lieu                 | Compétition                                                         |
| -------------------------------------------------------------------------------- | -------------- | ---------------- | -------------------- | ------------------------------------------------------------------- |
| Australie Bradley McGee Kris Denham Ian Christison Scott McGrath                 | 4 min 17 s 229 | 9 mars 1994      | Adélaïde             |                                                                     |
| Australie Bradley McGee Kris Denham Ian Christison Scott McGrath                 | 4 min 16 s 567 | 10 mars 1994     | Adélaïde             |                                                                     |
| Australie Luke Roberts Luke Kuss Matthew Meaney Timothy Lyons                    | 4 min 10 s 103 | 30 décembre 2005 | Adélaïde             |                                                                     |
| Russie Konstantin Kuperasov Viktor Manakov Ivan Savitskiy Matvey Zubov           | 4 min 04 s 448 | 30 mai 2009      | Moscou               |                                                                     |
| Australie Jack Cummings Alexander Edmondson Jackson Law Alexander Morgan         | 4 min 02 s 632 | 17 août 2011     | Moscou               | Championnats du monde de cyclisme sur piste juniors 2011            |
| Nouvelle-Zélande Campbell Stewart Jared Gray Thomas Sexton Connor Brown          | 4 min 01 s 409 | 21 juillet 2016  | Aigle                | Championnats du monde de cyclisme sur piste juniors 2016            |
| Russie Dmitry Mukhomediarov Ivan Smirnov Gleb Syritsa Lev Gonov                  | 4 min 00 s 972 | 23 août 2017     | Montichiari          | Championnats du monde de cyclisme sur piste juniors 2017            |
| France Kévin Vauquelin Antonin Corvaisier Clément Petit Florian Pardon           | 4 min 00 s 384 | 14 août 2019     | Francfort-sur-l'Oder | Championnats du monde de cyclisme sur piste juniors 2019            |
| Allemagne Tobias Buck-Gramcko Hannes Wilksch Pierre-Pascal Keup Nicolas Heinrich | 3 min 58 s 793 | 15 août 2019     | Francfort-sur-l'Oder | Championnats du monde de cyclisme sur piste juniors 2019            |
| Italie Renato Favero Matteo Fiorin Luca Giaimi Juan David Sierra                 | 3 min 53 s 980 | 12 juillet 2023  | Anadia               | Championnats d'Europe de cyclisme sur piste juniors et espoirs 2023 |
| Italie Davide Stella Ares Costa Christian Fantini Alessio Magagnotti             | 3 min 51 s 199 | 25 août 2024     | Luoyang              | Championnats du monde de cyclisme sur piste juniors 2024            |

## Records élites féminins

### Départ lancé

#### 200 mètres
| Cycliste             | Temps    | Date             | Lieu                      | Compétition                                              |
| -------------------- | -------- | ---------------- | ------------------------- | -------------------------------------------------------- |
| Olga Slyusareva      | 10 s 931 | 25 avril 1993    | Moscou                    |                                                          |
| Simona Krupeckaitė   | 10 s 793 | 29 mai 2010      | Moscou                    | Grand Prix de Moscou                                     |
| Olga Panarina        | 10 s 793 | 5 novembre 2011  | Astana                    | Coupe du monde de cyclisme sur piste 2011-2012           |
| Anna Meares          | 10 s 782 | 5 avril 2012     | Melbourne                 | Championnats du monde de cyclisme sur piste 2012         |
| Miriam Welte         | 10 s 643 | 22 juin 2012     | Colorado Springs          | U.S Grand Prix of Sprinting                              |
| Zhong Tianshi        | 10 s 573 | 18 janvier 2013  | Aguascalientes            | Coupe du monde de cyclisme sur piste 2012-2013           |
| Kristina Vogel       | 10 s 384 | 7 décembre 2013  | Aguascalientes            | Coupe du monde de cyclisme sur piste 2013-2014           |
| Kelsey Mitchell      | 10 s 154 | 5 septembre 2019 | Cochabamba                | Championnats panaméricains de cyclisme sur piste de 2019 |
| Ellesse Andrews      | 10 s 108 | 9 août 2024      | Saint-Quentin-en-Yvelines | Jeux olympiques 2024                                     |
| Lea Sophie Friedrich | 10 s 029 | 9 août 2024      | Saint-Quentin-en-Yvelines | Jeux olympiques 2024                                     |
| Yuan Liying          | 9 s 976  | 15 mars 2025     | Konya                     | Coupe des nations                                        |

#### 500 mètres
| Cycliste        | Temps    | Date             | Lieu      | Compétition                        |
| --------------- | -------- | ---------------- | --------- | ---------------------------------- |
| Erika Salumäe   | 29 s 655 | 6 août 1987      | Moscou    |                                    |
| Olga Streltsova | 29 s 481 | 29 mai 2011      | Moscou    |                                    |
| Olga Streltsova | 29 s 234 | 30 mai 2014      | Moscou    |                                    |
| Kristina Vogel  | 28 s 970 | 17 décembre 2016 | Francfort |                                    |
| Emma Hinze      | 27 s 063 | 17 août 2024     | Berlin    | Championnats d'Allemagne sur piste |

### Départ arrêté

#### 500 mètres individuels
| Cycliste           | Temps    | Date             | Lieu              | Compétition                                              |
| ------------------ | -------- | ---------------- | ----------------- | -------------------------------------------------------- |
| Lucy Vinnicombe    | 37 s 222 | 12 février 1993  | Launceston        |                                                          |
| Tanya Dubnicoff    | 36 s 705 | 13 juin 1993     | Valencia          |                                                          |
| Félicia Ballanger  | 35 s 811 | 3 juillet 1993   | Hyères            |                                                          |
| Félicia Ballanger  | 35 s 190 | 28 juillet 1993  | Bordeaux          |                                                          |
| Félicia Ballanger  | 34 s 604 | 3 juillet 1994   | Hyères            |                                                          |
| Félicia Ballanger  | 34 s 474 | 22 juillet 1994  | Colorado Springs  |                                                          |
| Félicia Ballanger  | 34 s 017 | 29 août 1995     | Bogota            | Championnats du monde de cyclisme sur piste 1995         |
| Félicia Ballanger  | 34 s 010 | 29 août 1998     | Bordeaux          | Championnats du monde de cyclisme sur piste 1998         |
| Yonghua Jiang      | 34 s 000 | 11 août 2002     | Kunming           |                                                          |
| Anna Meares        | 33 s 952 | 20 août 2004     | Athènes           | Jeux olympiques 2004                                     |
| Anna Meares        | 33 s 944 | 18 novembre 2006 | Sydney            | Coupe du monde de cyclisme sur piste 2006-2007           |
| Anna Meares        | 33 s 588 | 31 mars 2007     | Palma de Mallorca | Championnats du monde de cyclisme sur piste 2007         |
| Simona Krupeckaitė | 33 s 296 | 25 mars 2009     | Pruszków          | Championnats du monde de cyclisme sur piste 2009         |
| Anna Meares        | 33 s 010 | 8 avril 2012     | Melbourne         | Championnats du monde de cyclisme sur piste 2012         |
| Anna Meares        | 32 s 836 | 6 décembre 2013  | Aguascalientes    | Coupe du monde de cyclisme sur piste 2013-2014           |
| Anastasiia Voinova | 32 s 794 | 17 octobre 2015  | Granges           | Championnats d'Europe de cyclisme sur piste 2015         |
| Jessica Salazar    | 32 s 268 | 7 octobre 2016   | Aguascalientes    | Championnats panaméricains de cyclisme sur piste de 2016 |

#### 500 mètres par équipes
| Cyclistes                                      | Temps    | Date            | Lieu                      | Compétition                                      |
| ---------------------------------------------- | -------- | --------------- | ------------------------- | ------------------------------------------------ |
| Australie Kaarle McCulloch Anna Meares         | 33 s 149 | 26 mars 2009    | Pruszków                  | Championnats du monde de cyclisme sur piste 2009 |
| Australie Kaarle McCulloch Anna Meares         | 32 s 923 | 25 mars 2010    | Ballerup                  | Championnats du monde de cyclisme sur piste 2010 |
| Royaume-Uni Jessica Varnish Victoria Pendleton | 32 s 828 | 17 février 2012 | Londres                   | Coupe du monde de cyclisme sur piste 2011-2012   |
| Allemagne Kristina Vogel Miriam Welte          | 32 s 630 | 4 avril 2012    | Melbourne                 | Championnats du monde de cyclisme sur piste 2012 |
| Allemagne Kristina Vogel Miriam Welte          | 32 s 549 | 4 avril 2012    | Melbourne                 | Championnats du monde de cyclisme sur piste 2012 |
| Chine Gong Jinjie Guo Shuang                   | 32 s 422 | 2 août 2012     | Londres                   | Jeux olympiques 2012                             |
| Allemagne Kristina Vogel Miriam Welte          | 32 s 153 | 5 décembre 2013 | Aguascalientes            | Coupe du monde de cyclisme sur piste 2013-2014   |
| Chine Zhong Tianshi Gong Jinjie                | 32 s 034 | 18 fevrier 2015 | Saint-Quentin-en-Yvelines | Championnats du monde de cyclisme sur piste 2015 |
| Chine Zhong Tianshi Gong Jinjie                | 31 s 928 | 12 août 2016    | Rio de Janeiro            | Jeux olympiques 2016                             |
| Chine Bao Shanju Zhong Tianshi                 | 31 s 804 | 2 août 2021     | Tokyo                     | Jeux olympiques 2020                             |

#### 750 mètres par équipes
| Cyclistes                                                        | Temps    | Date             | Lieu                      | Compétition                                      |
| ---------------------------------------------------------------- | -------- | ---------------- | ------------------------- | ------------------------------------------------ |
| Russie Anastasiia Voinova Daria Shmeleva Natalia Antonova        | 46 s 852 | 11 novembre 2020 | Plovdiv                   | Championnats d'Europe de cyclisme sur piste 2020 |
| Pays-Bas Shanne Braspennincx Kyra Lamberink Steffie van der Peet | 46 s 759 | 5 octobre 2021   | Granges                   | Championnats d'Europe de cyclisme sur piste 2021 |
| Pays-Bas Shanne Braspennincx Kyra Lamberink Hetty van de Wouw    | 46 s 551 | 5 octobre 2021   | Granges                   | Championnats d'Europe de cyclisme sur piste 2021 |
| Allemagne Pauline Grabosch Lea Friedrich Emma Hinze              | 46 s 511 | 20 octobre 2021  | Roubaix                   | Championnats du monde de cyclisme sur piste 2021 |
| Allemagne Pauline Grabosch Lea Friedrich Emma Hinze              | 46 s 358 | 20 octobre 2021  | Roubaix                   | Championnats du monde de cyclisme sur piste 2021 |
| Allemagne Pauline Grabosch Lea Friedrich Emma Hinze              | 46 s 064 | 20 octobre 2021  | Roubaix                   | Championnats du monde de cyclisme sur piste 2021 |
| Allemagne Pauline Grabosch Lea Friedrich Emma Hinze              | 45 s 967 | 12 octobre 2022  | Saint-Quentin-en-Yvelines | Championnats du monde de cyclisme sur piste 2022 |
| Allemagne Pauline Grabosch Lea Friedrich Emma Hinze              | 45 s 848 | 3 août 2023      | Glasgow                   | Championnats du monde de cyclisme sur piste 2023 |
| Chine Guo Yufang Bao Shanju Yuan Liying                          | 45 s 487 | 26 juin 2024     | Luoyang                   | China Track League                               |
| Grande-Bretagne Katy Marchant Sophie Capewell Emma Finucane      | 45 s 472 | 5 août 2024      | Saint-Quentin-en-Yvelines | Jeux olympiques 2024                             |
| Allemagne Pauline Grabosch Emma Hinze Lea Sophie Friedrich       | 45 s 377 | 5 août 2024      | Saint-Quentin-en-Yvelines | Jeux olympiques 2024                             |
| Nouvelle-Zélande Rebecca Petch Shaane Fulton Ellesse Andrews     | 45 s 348 | 5 août 2024      | Saint-Quentin-en-Yvelines | Jeux olympiques 2024                             |
| Grande-Bretagne Katy Marchant Sophie Capewell Emma Finucane      | 45 s 338 | 5 août 2024      | Saint-Quentin-en-Yvelines | Jeux olympiques 2024                             |
| Grande-Bretagne Katy Marchant Sophie Capewell Emma Finucane      | 45 s 186 | 5 août 2024      | Saint-Quentin-en-Yvelines | Jeux olympiques 2024                             |

#### Kilomètre contre-la-montre
| Cyclistes                | Temps         | Date            | Lieu     | Compétition               |
| ------------------------ | ------------- | --------------- | -------- | ------------------------- |
| Taky Marie-Divine Kouamé | 1 min 8 s 399 | 3 janvier 2025  | Loudéac  | Championnats de France    |
| Marith Vanhove           | 1 min 7 s 287 | 26 janvier 2025 | Zolder   | Championnats de Belgique, |
| Ellesse Andrews          | 1 min 4 s 697 | 14 février 2025 | Brisbane | Championnats d'Océanie    |
| Hetty van de Wouw        | 1 min 4 s 497 | 15 février 2025 | Zolder   | Championnats d'Europe     |

#### 3000 mètres individuels
| Cycliste                      | Temps          | Date              | Lieu           | Compétition                                      |
| ----------------------------- | -------------- | ----------------- | -------------- | ------------------------------------------------ |
| Rebecca Twigg                 | 3 min 37 s 347 | 20 août 1993      | Hamar          | Championnats du monde de cyclisme sur piste 1993 |
| Marion Clignet                | 3 min 36 s 227 | 29 septembre 1995 | Bogota         | Championnats du monde de cyclisme sur piste 1995 |
| Rebecca Twigg                 | 3 min 36 s 081 | 30 septembre 1995 | Bogota         | Championnats du monde de cyclisme sur piste 1995 |
| Antonella Bellutti            | 3 min 31 s 924 | 6 avril 1996      | Cali           |                                                  |
| Marion Clignet                | 3 min 30 s 974 | 31 août 1996      | Manchester     | Championnats du monde de cyclisme sur piste 1996 |
| Leontien Zijlaard-van Moorsel | 3 min 30 s 861 | 17 septembre 2000 | Melbourne      |                                                  |
| Sarah Ulmer                   | 3 min 30 s 604 | 27 mai 2004       | Melbourne      | Championnats du monde de cyclisme sur piste 2004 |
| Sarah Ulmer                   | 3 min 26 s 400 | 21 août 2004      | Athènes        | Jeux olympiques 2004                             |
| Sarah Ulmer                   | 3 min 24 s 537 | 22 août 2004      | Athènes        | Jeux olympiques 2004                             |
| Sarah Hammer                  | 3 min 22 s 269 | 11 mai 2010       | Aguascalientes |                                                  |
| Chloe Dygert                  | 3 min 20 s 072 | 3 mars 2018       | Apeldoorn      | Championnats du monde de cyclisme sur piste 2018 |
| Chloe Dygert                  | 3 min 20 s 060 | 3 mars 2018       | Apeldoorn      | Championnats du monde de cyclisme sur piste 2018 |
| Chloe Dygert                  | 3 min 17 s 283 | 29 février 2020   | Berlin         | Championnats du monde de cyclisme sur piste 2020 |
| Chloe Dygert                  | 3 min 16 s 937 | 29 février 2020   | Berlin         | Championnats du monde de cyclisme sur piste 2020 |
| Chloe Dygert                  | 3 min 15 s 663 | 19 octobre 2024   | Ballerup       | Championnats du monde de cyclisme sur piste 2024 |

#### 3000 mètres par équipes
La discipline de la poursuite par équipes féminine est à l'origine disputée avec trois cyclistes sur 3000 mètres. À partir de la saison 2013-2014, elle est disputée par quatre cyclistes sur 4000 mètres.
| Cyclistes                                                         | Temps          | Date              | Lieu           | Compétition                                      |
| ----------------------------------------------------------------- | -------------- | ----------------- | -------------- | ------------------------------------------------ |
| États-Unis Sarah Hammer Dotsie Bausch Jennie Reed                 | 3 min 34 s 783 | 21 octobre 2007   | Manchester     |                                                  |
| Royaume-Uni Wendy Houvenaghel Rebecca Romero Joanna Rowsell       | 3 min 22 s 415 | 28 mars 2008      | Manchester     | Championnats du monde de cyclisme sur piste 2008 |
| Royaume-Uni Elizabeth Armitstead Wendy Houvenaghel Joanna Rowsell | 3 min 21 s 875 | 1er novembre 2009 | Manchester     |                                                  |
| Nouvelle-Zélande Rushlee Buchanan Lauren Ellis Alison Shanks      | 3 min 21 s 552 | 25 mars 2010      | Ballerup       | Championnats du monde de cyclisme sur piste 2010 |
| Royaume-Uni Sarah Hammer Lauren Tamayo Dotsie Bausch              | 3 min 19 s 569 | 12 mai 2010       | Aguascalientes | Championnats panaméricains                       |
| Royaume-Uni Danielle King Laura Trott Joanna Rowsell              | 3 min 15 s 720 | 5 avril 2012      | Melbourne      | Championnats du monde de cyclisme sur piste 2012 |
| Royaume-Uni Danielle King Laura Trott Joanna Rowsell              | 3 min 15 s 669 | 3 août 2012       | Londres        | Jeux olympiques 2012                             |
| Royaume-Uni Danielle King Laura Trott Joanna Rowsell              | 3 min 14 s 682 | 4 août 2012       | Londres        | Jeux olympiques 2012                             |
| Royaume-Uni Danielle King Laura Trott Joanna Rowsell              | 3 min 14 s 051 | 4 août 2012       | Londres        | Jeux olympiques 2012                             |

#### 4000 mètres individuels
| Cycliste       | Temps          | Date            | Lieu           | Compétition                     |
| -------------- | -------------- | --------------- | -------------- | ------------------------------- |
| Marion Borras  | 4 min 42 s 730 | 4 janvier 2025  | Loudéac        | Championnats de France          |
| Hélène Hesters | 4 min 42 s 154 | 25 janvier 2025 | Heusden-Zolder | Championnats de Belgique        |
| Bryony Botha   | 4 min 31 s 446 | 12 février 2025 | Brisbane       | Championnats d'Océanie          |
| Bryony Botha   | 4 min 30 s 752 | 12 février 2025 | Brisbane       | Championnats d'Océanie          |
| Anna Morris    | 4 min 28 s 306 | 15 février 2025 | Heusden-Zolder | Championnats d'Europe           |
| Anna Morris    | 4 min 25 s 874 | 15 février 2025 | Heusden-Zolder | Championnats d'Europe           |
| Anna Morris    | 4 min 24 s 060 | 22 février 2025 | Manchester     | Championnats de Grande-Bretagne |
| Vittoria Bussi | 4 min 23 s 462 | 16 mai 2025     | Aguascalientes | [ 24 ]                          |

#### 4000 mètres par équipes
| Cyclistes                                                                  | Temps          | Date              | Lieu                      | Compétition                                      |
| -------------------------------------------------------------------------- | -------------- | ----------------- | ------------------------- | ------------------------------------------------ |
| Royaume-Uni Laura Trott Katie Archibald Elinor Barker Danielle King        | 4 min 26 s 556 | 18 octobre 2013   | Apeldoorn                 | Championnats d'Europe de cyclisme sur piste 2013 |
| Royaume-Uni Laura Trott Katie Archibald Elinor Barker Danielle King        | 4 min 19 s 605 | 1er novembre 2013 | Manchester                | Coupe du monde de cyclisme sur piste 2013-2014   |
| Royaume-Uni Joanna Rowsell Katie Archibald Elinor Barker Danielle King     | 4 min 16 s 552 | 5 décembre 2013   | Aguascalientes            | Coupe du monde de cyclisme sur piste 2013-2014   |
| Australie Melissa Hoskins Amy Cure Ashlee Ankudinoff Annette Edmondson     | 4 min 13 s 683 | 19 février 2015   | Saint-Quentin-en-Yvelines | Championnats du monde de cyclisme sur piste 2015 |
| Royaume-Uni Katie Archibald Laura Trott Elinor Barker Joanna Rowsell-Shand | 4 min 13 s 260 | 11 août 2016      | Rio de Janeiro            | Jeux olympiques 2016                             |
| États-Unis Sarah Hammer Kelly Catlin Chloe Dygert Jennifer Valente         | 4 min 12 s 282 | 13 août 2016      | Rio de Janeiro            | Jeux olympiques 2016                             |
| Royaume-Uni Katie Archibald Laura Trott Elinor Barker Joanna Rowsell-Shand | 4 min 12 s 152 | 13 août 2016      | Rio de Janeiro            | Jeux olympiques 2016                             |
| Royaume-Uni Katie Archibald Laura Trott Elinor Barker Joanna Rowsell-Shand | 4 min 10 s 236 | 13 août 2016      | Rio de Janeiro            | Jeux olympiques 2016                             |
| Allemagne Franziska Brauße Lisa Brennauer Lisa Klein Mieke Kröger          | 4 min 7 s 307  | 2 août 2020       | Tokyo                     | Jeux olympiques 2020                             |
| Allemagne Franziska Brauße Lisa Brennauer Lisa Klein Mieke Kröger          | 4 min 6 s 159  | 3 août 2020       | Tokyo                     | Jeux olympiques 2020                             |
| Allemagne Franziska Brauße Lisa Brennauer Lisa Klein Mieke Kröger          | 4 min 4 s 242  | 3 août 2020       | Tokyo                     | Jeux olympiques 2020                             |

## Records juniors féminins

### 200 mètres (départ lancé)
| Cycliste         | Temps    | Date             | Lieu                      | Compétition                                              |
| ---------------- | -------- | ---------------- | ------------------------- | -------------------------------------------------------- |
| Michelle Ferris  | 11 s 301 | 26 juillet 1994  | Quito                     | Championnats du monde de cyclisme sur piste juniors 1994 |
| Ina Heinemann    | 11 s 291 | 26 juillet 1994  | Quito                     | Championnats du monde de cyclisme sur piste juniors 1994 |
| Lyubov Shulika   | 11 s 149 | 15 décembre 2006 | Moscou                    | Coupe du monde de cyclisme sur piste 2006-2007           |
| Rebecca James    | 11 s 093 | 13 août 2009     | Moscou                    | Championnats du monde de cyclisme juniors 2009           |
| Pauline Grabosch | 10 s 870 | 28 mai 2016      | Moscou                    | Mémorial Alexander Lesnikov                              |
| Mathilde Gros    | 10 s 826 | 13 avril 2017    | Hong Kong                 | Championnats du monde de cyclisme sur piste 2017         |
| Mathilde Gros    | 10 s 709 | 24 août 2017     | Montichiari               | Championnats du monde de cyclisme sur piste juniors 2017 |
| Stefany Cuadrado | 10 s 508 | 9 août 2024      | Saint-Quentin-en-Yvelines | Jeux olympiques 2024                                     |

### Départ arrêté

#### 500 mètres individuels
| Cyclistes          | Temps    | Date              | Lieu              | Compétition                                                         |
| ------------------ | -------- | ----------------- | ----------------- | ------------------------------------------------------------------- |
| Jiang Cuihua       | 37 s 772 | 1er octobre 1993  | Perth             |                                                                     |
| Jiang Cuihua       | 37 s 471 | 2 novembre 1993   | Ipoh              |                                                                     |
| Michelle Ferris    | 37 s 361 | 4 mars 1994       | Adélaïde          |                                                                     |
| Mira Kasslin       | 36 s 376 | 22 juillet 1994   | Quito             | Championnats du monde de cyclisme sur piste juniors 1994            |
| Nancy Contreras    | 36 s 356 | 17 septembre 1995 | Quito             |                                                                     |
| Mira Kasslin       | 35 s 660 | 29 septembre 1995 | Bogota            | Championnats du monde de cyclisme sur piste 1995                    |
| Valentina Alessio  | 35 s 550 | 12 août 2001      | Mexico            |                                                                     |
| Lisandra Guerra    | 35 s 010 | 10 décembre 2005  | Manchester        | Coupe du monde de cyclisme sur piste 2005-2006                      |
| Anastasiia Voinova | 34 s 768 | 21 août 2011      | Moscou            | Championnats du monde de cyclisme sur piste juniors 2011            |
| Daria Shmeleva     | 34 s 763 | 5 juillet 2012    | Anadia            | Championnats d'Europe de cyclisme sur piste juniors et espoirs 2012 |
| Daria Shmeleva     | 34 s 753 | 26 août 2012      | Invercargill      | Championnats du monde de cyclisme sur piste juniors 2012            |
| Pauline Grabosch   | 34 s 657 | 20 août 2015      | Astana            | Championnats du monde de cyclisme sur piste juniors 2015            |
| Pauline Grabosch   | 34 s 023 | 21 juillet 2016   | Aigle             | Championnats du monde de cyclisme sur piste juniors 2016            |
| Mathilde Gros      | 33 s 937 | 26 août 2017      | Montichiari       | Championnats du monde de cyclisme sur piste juniors 2017            |
| Lea Friedrich      | 33 s 922 | 18 août 2018      | Aigle             | Championnats du monde de cyclisme sur piste juniors 2018            |
| Alina Lysenko      | 33 s 844 | 10 juillet 2021   | Saint-Pétersbourg | Coupe des nations de cyclisme sur piste 2021                        |
| Luo Xuehuang       | 33 s 812 | 26 août 2023      | Cali              | Championnats du monde de cyclisme sur piste juniors 2023            |

#### 500 mètres par équipes
| Cyclistes                                    | Temps    | Date            | Lieu         | Compétition                                              |
| -------------------------------------------- | -------- | --------------- | ------------ | -------------------------------------------------------- |
| France Magali Baudacci Olivia Montauban      | 36 s 119 | 13 juillet 2008 | Mexico       |                                                          |
| Mexique Frany Fong Daniela Gaxiola           | 35 s 648 | 21 juin 2010    | Le Cap       |                                                          |
| Russie Ekaterina Gnidenko Anastasiia Voinova | 35 s 029 | 12 août 2010    | Montichiari  | Championnats du monde de cyclisme sur piste juniors 2010 |
| Russie Lidiya Pluzhnikova Daria Shmeleva     | 34 s 321 | 22 août 2012    | Invercargill | Championnats du monde de cyclisme sur piste juniors 2012 |
| Allemagne Pauline Grabosch Emma Hinze        | 33 s 889 | 19 août 2015    | Astana       | Championnats du monde de cyclisme sur piste juniors 2015 |

#### 750 mètres par équipes
| Cyclistes                                                     | Temps    | Date               | Lieu     | Compétition                                              |
| ------------------------------------------------------------- | -------- | ------------------ | -------- | -------------------------------------------------------- |
| Russie Elizaveta Bogomolova Elizaveta Krechkina Alina Lysenko | 49 s 217 | 1er septembre 2021 | Le Caire | Championnats du monde de cyclisme sur piste juniors 2021 |
| Chine Guo Mengyao Bian Yimin Luo Xuehuang                     | 48 s 997 | 26 août 2023       | Cali     | Championnats du monde de cyclisme sur piste juniors 2023 |
| Chine Lu Minying Luo Shuyan Shi Yi                            | 48 s 835 | 21 août 2024       | Luoyang  | Championnats du monde de cyclisme sur piste juniors 2024 |

#### Kilomètre contre-la-montre
| Cyclistes          | Temps          | Date            | Lieu      | Compétition                   |
| ------------------ | -------------- | --------------- | --------- | ----------------------------- |
| Sawda Hasbullah    | 1 min 10 s 818 | 24 février 2025 | Nilai     | Championnats d'Asie juniors   |
| Ella Liang         | 1 min 10 s 421 | 30 mars 2025    | Brisbane  | Championnats d'Australie      |
| Emilia Waterstradt | 1 min 9 s 619  | 4 mai 2025      | Francfort | [ 28 ]                        |
| Erin Boothman      | 1 min 8 s 253  | 18 juillet 2025 | Anadia    | Championnats d'Europe juniors |
| Erin Boothman      | 1 min 8 s 092  | 18 juillet 2025 | Anadia    | Championnats d'Europe juniors |

#### 2000 mètres individuels
| Cycliste            | Temps          | Date            | Lieu           | Compétition                                                         |
| ------------------- | -------------- | --------------- | -------------- | ------------------------------------------------------------------- |
| Josephine Tomic     | 2 min 23 s 184 | 5 août 2007     | Aguascalientes | Championnats du monde de cyclisme sur piste juniors 2007            |
| Amy Cure            | 2 min 22 s 499 | 12 août 2010    | Montichiari    | Championnats du monde de cyclisme sur piste juniors 2010            |
| Olivija Baleišytė   | 2 min 22 s 311 | 13 juillet 2016 | Montichiari    | Championnats d'Europe de cyclisme sur piste juniors et espoirs 2016 |
| Letizia Paternoster | 2 min 20 s 927 | 20 juillet 2017 | Anadia         | Championnats d'Europe de cyclisme sur piste juniors et espoirs 2017 |
| Ellesse Andrews     | 2 min 18 s 080 | 26 août 2017    | Montichiari    | Championnats du monde de cyclisme sur piste juniors 2017            |
| Zoe Bäckstedt       | 2 min 17 s 494 | 19 août 2021    | Apeldoorn      | Championnats d'Europe de cyclisme sur piste juniors et espoirs 2021 |
| Federica Venturelli | 2 min 15 s 678 | 26 août 2023    | Cali           | Championnats du monde de cyclisme sur piste juniors 2023            |

#### 3000 mètres individuels
| Cycliste          | Temps          | Date            | Lieu       | Compétition                             |
| ----------------- | -------------- | --------------- | ---------- | --------------------------------------- |
| Samira Ismailova  | 3 min 46 s 800 | 21 février 2025 | Nilai      | Championnats d'Asie juniors             |
| Alexandra Fangeat | 3 min 36 s 875 | 4 avril 2025    | Milton     | Championnats du Canada juniors          |
| Ida Fialla        | 3 min 32 s 060 | 17 juillet 2025 | Anadia     | Championnats d'Europe juniors           |
| Ida Fialla        | 3 min 31 s 442 | 17 juillet 2025 | Anadia     | Championnats d'Europe juniors           |
| Erin Boothman     | 3 min 30 s 735 | 29 juillet 2025 | Manchester | Championnats de Grande-Bretagne juniors |

#### 3000 mètres par équipes
| Cyclistes                                              | Temps          | Date         | Lieu         | Compétition                                              |
| ------------------------------------------------------ | -------------- | ------------ | ------------ | -------------------------------------------------------- |
| Australie Michaela Anderson Megan Dunn Melissa Hoskins | 3 min 28 s 363 | 12 août 2009 | Moscou       | Championnats du monde de cyclisme juniors 2009           |
| Australie Michaela Anderson Isabella King Amy Cure     | 3 min 26 s 808 | 13 août 2010 | Montichiari  | Championnats du monde de cyclisme sur piste juniors 2010 |
| Australie Georgia Baker Taylah Jennings Kelsey Robson  | 3 min 24 s 372 | 22 août 2012 | Invercargill | Championnats du monde de cyclisme sur piste juniors 2012 |

#### 4000 mètres par équipes
| Cyclistes                                                                    | Temps          | Date            | Lieu        | Compétition                                                         |
| ---------------------------------------------------------------------------- | -------------- | --------------- | ----------- | ------------------------------------------------------------------- |
| Royaume-Uni Amy Hill Hayley Jones Emily Nelson Emily Kay                     | 4 min 36 s 147 | 22 août 2013    | Glasgow     | Championnats du monde de cyclisme sur piste juniors 2013            |
| Italie Elisa Balsamo Rachele Barbieri Sofia Bertizzolo Marta Cavalli         | 4 min 33 s 463 | 15 juillet 2015 | Athènes     | Championnats d'Europe de cyclisme sur piste juniors et espoirs 2015 |
| Nouvelle-Zélande Bryony Botha Michaela Drummond Madeleine Park Holly White   | 4 min 31 s 966 | 20 août 2015    | Astana      | Championnats du monde de cyclisme sur piste juniors 2015            |
| Italie Elisa Balsamo Chiara Consonni Letizia Paternoster Martina Stefani     | 4 min 29 s 234 | 12 juillet 2016 | Montichiari | Championnats d'Europe de cyclisme sur piste juniors et espoirs 2016 |
| Italie Chiara Consonni Letizia Paternoster Martina Fidanza Vittoria Guazzini | 4 min 21 s 554 | 24 août 2017    | Montichiari | Championnats du monde de cyclisme sur piste juniors 2017            |
| Royaume-Uni Grace Lister Madelaine Leech Millie Couzens Zoe Bäckstedt        | 4 min 21 s 417 | 18 août 2021    | Apeldoorn   | Championnats d'Europe de cyclisme sur piste juniors et espoirs 2021 |
| Royaume-Uni Cat Ferguson Imogen Wolff Erin Boothman Carys Lloyd              | 4 min 20 s 811 | 22 août 2024    | Luoyang     | Championnats du monde de cyclisme sur piste juniors 2024            |
| Royaume-Uni Phoebe Taylor Abigail Miller Erin Boothman Evie Smith            | 4 min 20 s 376 | 16 juillet 2025 | Anadia      | Championnats d'Europe de cyclisme sur piste juniors et espoirs 2025 |